# Herzogtum Bar
Das Herzogtum Bar (französisch: Duché de Bar) war ein historisches Territorium am Oberlauf der Maas in Lothringen im heutigen Frankreich mit dem Zentrum Bar-le-Duc.

## Territoriale Ausdehnung
Das Territorium des Herzogtums zog sich entlang der Maas vom Bassigny im Süden bis Stenay im Norden und umfasste das Gebiet zwischen Argonnen und Mosel, die Woëvre und das Gebiet nördlich Toul.

## Geschichte

Provinzen Frankreichs (1477). Das Herzogtum Bar liegt südlich der Grafschaft Luxemburg. Die Grenze zwischen dem Heiligen Römischen Reich und Frankreich entlang der Maas entstand durch Abtretung an Frankreich 1301 und teilte das Herzogtum.

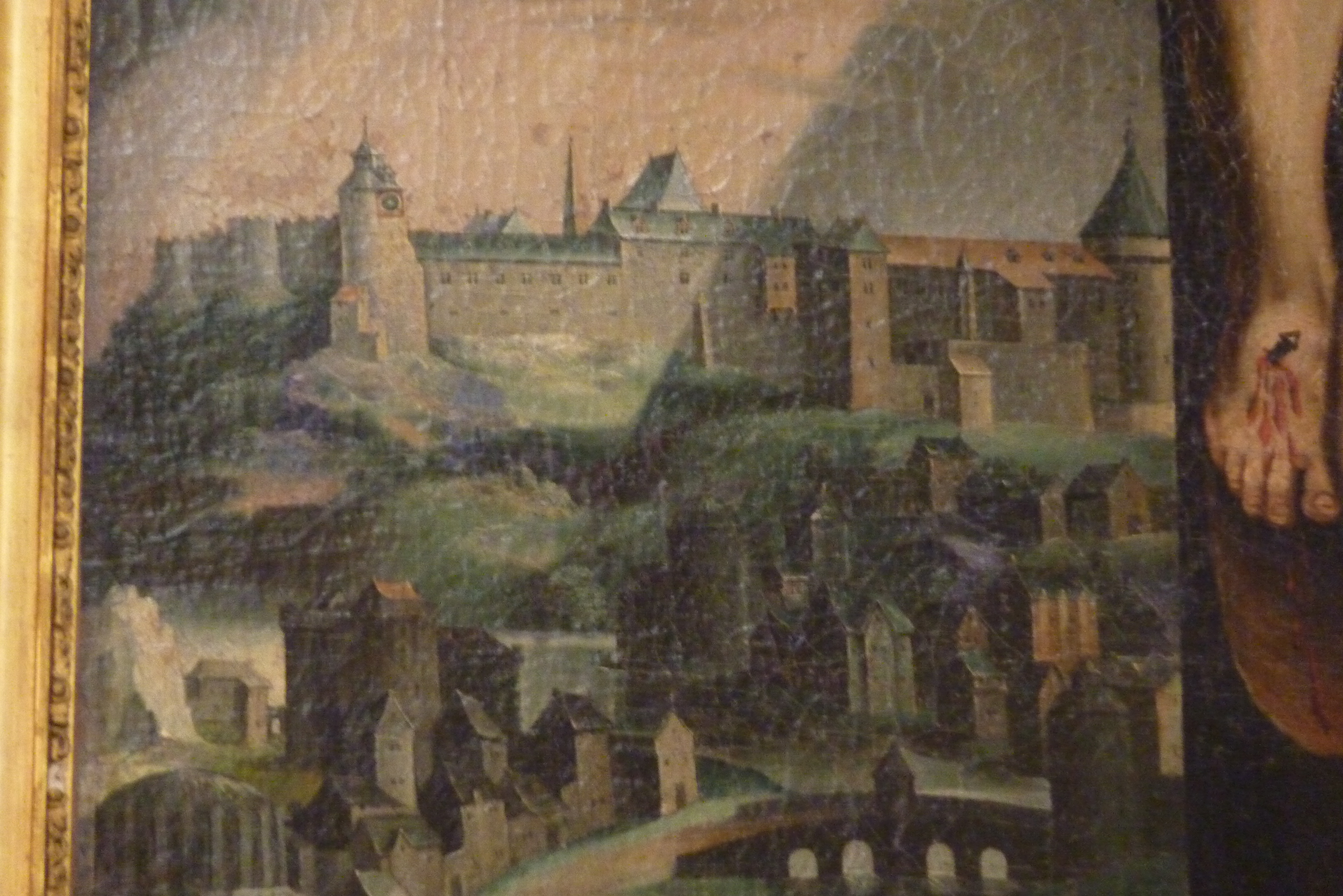
Schloss der Herzöge von Bar (historische Abbildung)

Bar-le-Duc war bereits um 955 Mittelpunkt einer Grafschaft, als Friedrich I., der spätere Herzog von Oberlothringen, diese Ländereien durch einen Gebietstausch mit dem Bischof von Toul erwarb. Das Schloss der Herzöge von Bar wurde ursprünglich gegen Ende des 10. Jahrhunderts auf einem Felsvorsprung über dem Ornaintal errichtet. Nach Zerstörung durch die Truppen Ludwig XIV. im 17. Jahrhundert wurden geringe Überreste 1768 zu einem barocken Gebäude umgebaut. 
Das westlich der Maas gelegene Gebiet wurde 1301 vom römisch-deutschen König Albrecht von Habsburg an Philipp den Schönen abgetreten und in der Folge als Barrois royal od. mouvant (mouvant = lehenrührig) bezeichnet, während das östlich der Maas gelegene Barrois ducal od. non mouvant beim Heiligen Römischen Reich verblieb. Die Grafschaft Bar gehörte fortan teils zu Frankreich und teils zum Heiligen Römischen Reich.
Graf Robert I. nahm im Jahr 1354 den Herzogstitel an und wurde daraufhin als Pair de France anerkannt. Die Herrscher von Bar wurden nicht durch kaiserliche Ernennung zu Herzögen ernannt, sondern hatten 1354 vom Kaiser für ihre zum Reich gehörenden Gebiete östlich der Maas den Titel eines Markgrafen von Pont-à-Mousson erhalten. Der Markgrafentitel wurde häufig von den Herzögen von Bar an ihren vorgesehenen Erben verliehen. Der Herzogstitel wurde jedoch schließlich von den Kaisern akzeptiert, und die Reichsmatrikel zur Reichstürkenhilfe von 1532 verzeichnen das Herzogtum von der Maß als eigenen Reichsstand.
Im Jahr 1430 starb der letzte Herzog aus der männlichen Linie des Herrscherhauses, der Kardinal Ludwig von Bar. Bar hatte er bereits 1419 seinem Großneffen René I. überlassen, der mit Herzogin Isabella von Lothringen verheiratet war. Im Jahr 1431 erbte das Paar das Herzogtum Lothringen. Nach Renés Tod im Jahr 1480 ging Bar an seine Tochter Jolande und deren Sohn René II. aus dem Haus Châtenois über, der bereits Herzog von Lothringen war. In seinem 1506 veröffentlichten letzten Testament verfügte René II., dass die Herzogtümer Bar und Lothringen niemals getrennt werden sollten. Die beiden Herzogtümer blieben dauerhaft in Personalunion verbunden.
Bei seiner Heirat mit Maria Theresia von Österreich 1736 musste Herzog Franz Stephan von Lothringen und Bar, der spätere römisch-deutsche Kaiser Franz I., seine Stammlande gegen die Anwartschaft auf das Großherzogtum Toskana nach dem Tod des letzten Großherzogs Gian Gastone de’ Medici tauschen.
Der im Polnischen Thronfolgekrieg unterlegene Stanislaus Leszczyński, der von Frankreich unterstützt worden war, wurde in das Herzogtum Bar eingesetzt. Nach dem Tod von Gian Gastone de’ Medici 1737 wurde im Frieden von Wien (1738) auch Lothringen an Frankreich übertragen, worauf Stanislaus seine Residenz in die Schlösser von Commercy und Lunéville verlagerte. Zur Verwaltung der Herzogtümer wurde ein französischer Intendant de Justice, Police et Finances mit Sitz in Nancy eingesetzt, der die vereinbarte Angliederung nach dem Tod von Stanislaus vorbereitete. Als Pension erhielt Stanislaus jährlich zwei Millionen Livres. In den folgenden Jahren entfaltete sich am Hof von Stanislaus in Lunéville ein bedeutendes kulturelles Leben.

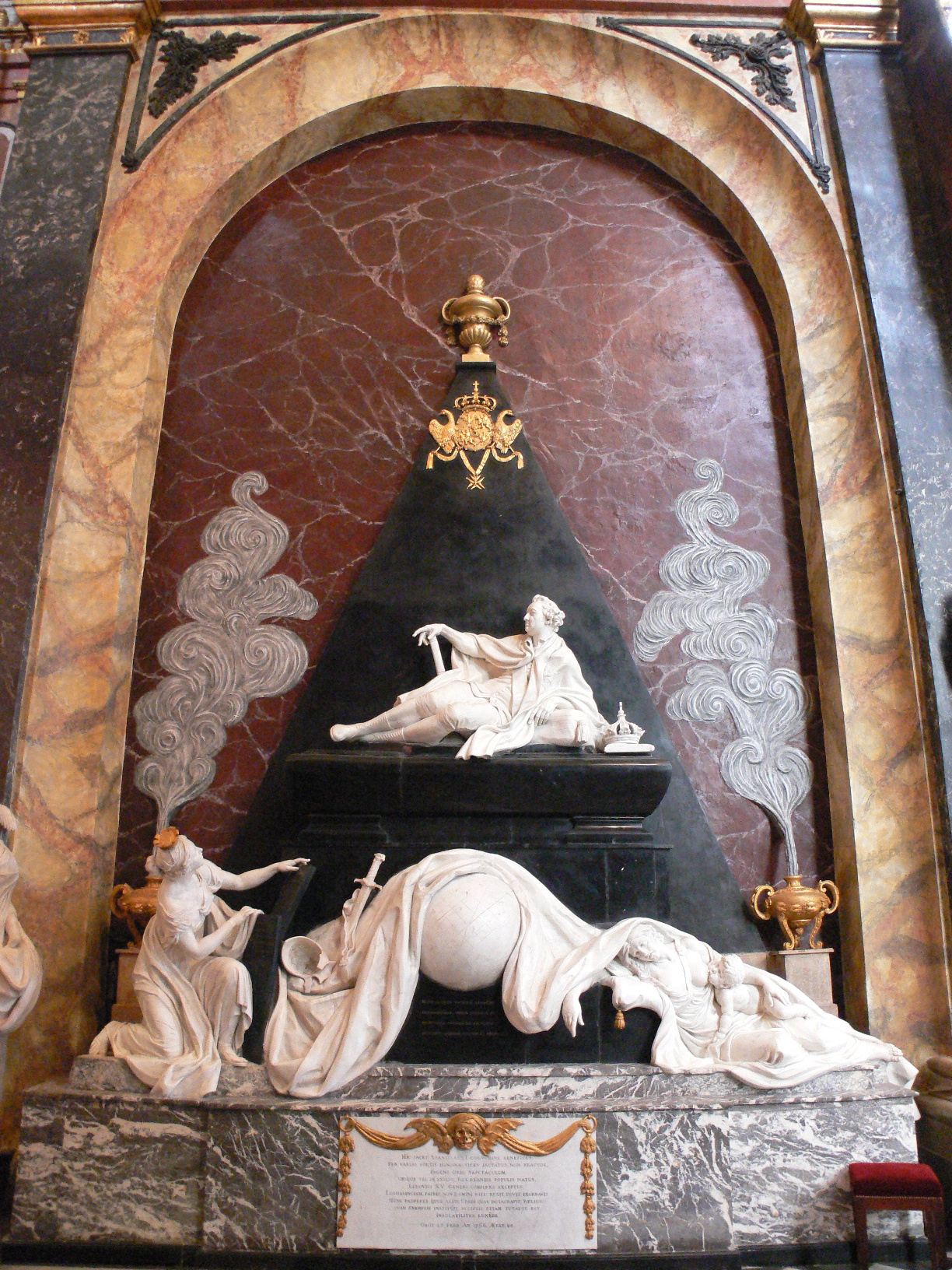
Grabmal von Stanislaus Leszczyński in Nancy

Stanislaus Leszczyński starb unter tragischen Umständen. Am 5. Februar 1766 hatte sich seine Kleidung am Kamin entzündet und er erlitt schwere Verbrennungen. Durch seinen Tod fielen Lothringen und Bar vertragsgemäß an Frankreich.

## Grafen von Bar

### Wigeriche
- Friedrich I., † 978, Sohn des Pfalzgrafen Wigerich von Lothringen, Graf von Bar und 959 Herzog von Oberlothringen
- Dietrich I., † 1027/33, dessen Sohn, Graf von Bar und 978 Herzog von Oberlothringen
- Friedrich II., † 1026, dessen Sohn, 1019 Graf von Bar und Mitregent in Oberlothringen
- Friedrich III., † 1033, dessen Sohn, 1027 Graf von Bar und Herzog von Oberlothringen
- Sophia, † 1093, dessen Schwester, erbt Bar, ⚭ um 1040 Ludwig von Mousson, Graf in Pfirt und Altkirch, † 1073/76

### Haus Scarponnois
- Dietrich II., † 1105, deren Sohn, Graf in Altkirch und Pfirt, 1093 Graf von Bar
- Rainald I. der Einäugige, † 1149, dessen jüngerer Sohn, Graf von Bar und Graf von Mousson
- Rainald II., † 1170, dessen Sohn, Graf von Bar und Mousson 1149
- Heinrich I., † 1190, dessen Sohn, Graf von Bar und Mousson 1170
- Theobald I., † 1214, dessen Bruder, Graf von Bar und Mousson 1191, 1198 Graf von Luxemburg (uxor nomine)
- Heinrich II., † 1239, dessen Sohn, Graf von Bar und Mousson 1214
- Theobald II., † 1291, dessen Sohn, Graf von Bar und Mousson 1240
- Heinrich III., † 1302, dessen Sohn, Graf von Bar und Mousson 1291
- Eduard I., † 1336, dessen Sohn, Graf von Bar und Mousson 1302
- Heinrich IV., † 1344, dessen Sohn, Graf von Bar und Mousson 1337
- Eduard II., † 1352, dessen Sohn, Graf von Bar und Mousson 1349
- Robert I., † 1411, dessen Bruder, Graf von Bar und Mousson 1352, Herzog von Bar 1354

## Herzöge von Bar

### Haus Scarponnois
- Robert I. † 1411, Herzog von Bar 1354
- Eduard III., † 1415, dessen Sohn, Herzog von Bar 1411
- Ludwig, † 1431, dessen Bruder, Bischof von Langres, Bischof von Chalon-sur-Marne, Bischof von Verdun, Kardinal, 1415 Herzog von Bar, 1419 verzichtet er zugunsten seines Großneffen René I. von Anjou auf das Herzogtum (Vertrag von Saint-Mihiel)

### Jüngeres Haus Anjou
- René I. der Gute, † 1480, Titularkönig von Jerusalem und Neapel, Graf von Provence, Herzog von Lothringen, 1419 Herzog von Bar als Großneffe Ludwigs
- Jolande, † 1483, dessen Tochter, ⚭ 1445 Friedrich II. von Vaudémont, † 1470

### Haus Châtenois
- René II., † 1508, deren Sohn, 1473 Herzog von Lothringen, 1480 Herzog von Bar

Das Herzogtum Bar wurde fortan in dauerhafter Personalunion mit Lothringen regiert (siehe Liste der Herzöge von Lothringen).

### Weitere Nutzung des Titels
Otto von Habsburg, im Mannesstamm ein direkter Nachfahre des Hauses Lothringen, benutzte den Titel eines "Herzogs von Bar" als Inkognito während seines Studiums an der Universität Löwen.